# Hertoginnenlori
De hertoginnenlori (Charmosynoides margarethae synoniem: Charmosyna margarethae) is een vogel uit de familie Psittaculidae (papegaaien van de Oude Wereld).
Het is een voor uitsterven gevoelige, endemische vogelsoort op de Salomonseilanden, een eilandengroep in het westelijk deel van de Grote Oceaan ten oosten van het hoofdeiland Nieuw-Guinea. De vogel is vernoemd naar Louise Margaretha van Pruisen, echtgenote van de hertog van Connaught, een zoon van koningin Victoria.

## Kenmerken
De vogel is gemiddeld 20 cm lang en weegt 40 tot 60 g. De kop is rood, de kruin is zwartachtig en opvallend is de gele ring om de nek, die aan de bovenzijde contrasteert met een dofzwarte zoom. De buik en de staartveren zijn rood, de bovendelen zijn groen. Ook de anaalstreek is groen. De snavel en de poten zijn oranje. De onderstaartdekveren en randen van de staartveren zijn geel.

## Verspreiding en leefgebied
Deze papegaai is endemisch op Bougainville (Papoea-Nieuw-Guinea)  en zes eilanden van de  Salomonseilanden. Het is een schaarse vogel van montaan regenbos tot een hoogte van 1350 m boven zeeniveau. De vogel foerageert op stuifmeel, nectar en kleine vruchten.

## Status
De hertoginnenlori heeft een beperkt verspreidingsgebied en daardoor is de kans op uitsterven aanwezig. De grootte van de populatie is niet gekwantificeerd. Op sommige eilanden is de vogel nog algemeen en wijd verspreid maar plaatselijk nemen de populatie-aantallen af. De lager gelegen delen van het leefgebied worden aangetast door houtkap. Ondanks deze redenen staat deze soort als niet bedreigd op de Rode Lijst van de IUCN.